# Humberstone Speedway
Der Humberstone Speedway war eine Motorsport-Rennstrecke in Port Colborne in Ontario, Kanada. Das ⅜ Meilen lange Dirttrack-Oval wurde für verschiedene regionale Rennserien verwendet.

## Geschichte
Die Strecke wurde von einer Gruppe um den Landbesitzer John Puhl in den 1950er-Jahren erbaut, wobei die ersten Veranstaltungen bereits kurz nach der Eröffnung 1957 stattfanden. Sie etablierte sich schnell als Austragungsort verschiedener Rennserien. 1964 wurde die Anlage zum ersten Mal renoviert und mit ihrer wachsenden Popularität fanden ab 1970 regelmäßig auch Late-Model-Rennen auf dem Kurs statt.
1982 gab das Ehepaar Puhl den Besitz an ihre Söhne weiter, woraufhin auch Modified-Rennen ausgetragen wurden. Sie rissen ebenfalls den ursprünglichen Turm ab und ersetzten ihn durch einen neuen. Trotz der Bekanntheit der Strecke entschieden sich die Söhne 1987 diese an einen Geschäftsmann zu verkaufen, dieser konnte den Erfolg jedoch nicht weiterführen und verkaufte sie erneut 1990.
Es übernahm der ehemalige Rennfahrer Al Wagner und dessen Frau Edith, welche dem Kurs den neuen Namen „Gasport Int’l Speedway“ gaben. Unter dem Ehepaar entwickelte sich die Strecke erneut in eine erfolgreiche Richtung, da wöchentlich Rennen verschiedener Rennklassen ausgetragen wurden. Letztendlich wurde die Führung der Anlage den Wagners zu anstrengend und der Speedway wurde 2003 vorübergehend stillgelegt. Pläne des ehemaligen Rennfahrers Gord Bennett diesen zu kaufen wurden mangels finanzieller Mittel nicht weiterverfolgt.
Die Rettung kam seitens des Wagenbesitzers Pete Cosco, welcher die Strecke im Herbst 2004 mit seiner Frau kaufte und diesen erneut aufbauen konnte. Sie führten große Renovierungen durch, darunter eine Vergrößerung der Strecke und eine Ersetzung der Infrastruktur. Zu seinem 50. Geburtstag konnte der Kurs Feierlichkeiten abhalten und auch in den Folgejahren, unter anderem durch den Besuch von NASCAR-Rennfahrern wie Kenny Wallace, weiterhin Bekanntheit erlangen.
Nach Coscos Tod blieb die Strecke im Familienbesitz und wurde weiterhin vor allem für Mini-Stock und Modified-Rennen verwendet. 2020 wurde sie an den Motorhersteller Terry Vince verkauft, welcher sie unter dem Namen Humberstone Speedway weiterführte.
2024 wurde bekannt, dass die Besitzer den Kurs nach der Saison schließen würden, wobei die letzten Rennen im Herbst stattfanden. Die Eigentümer verlängerten den Mietvertrag für das Gelände danach nicht mehr, weitere Pläne für die Anlage sind nicht bekannt.

## Die Strecke
Die Strecke war ein 3/8 Meilen lange Dirttrack-Oval auf Tonuntergrund. 2008 und 2009 umfasste die Anlage ebenfalls eine weitere Variante, welche für Figure-8-Racing ausgelegt wurde.